# Hemidactylus stejnegeri
Espèce

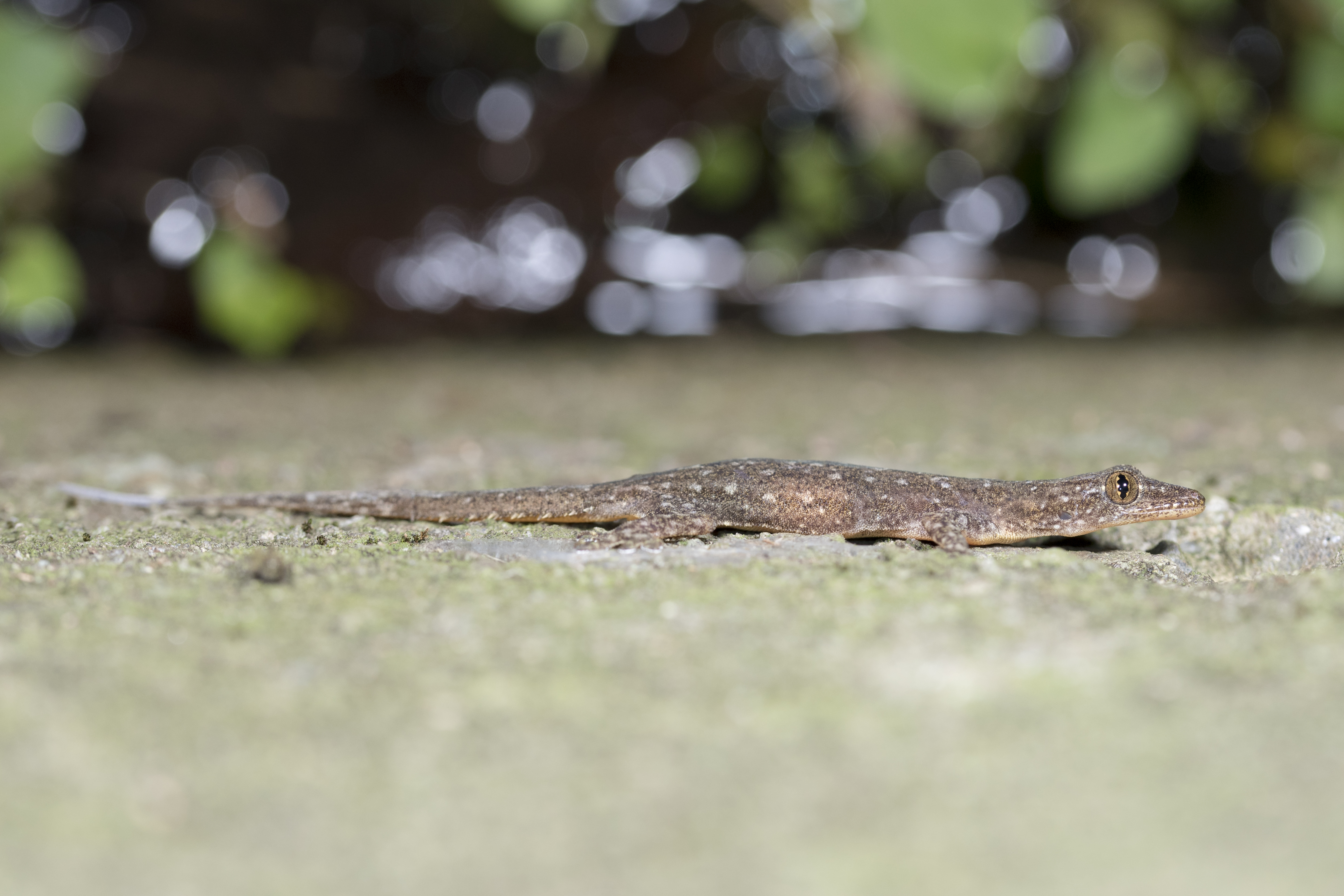
Photographie d'un spécimen d'Hemidactylus stejnegeri.

Hemidactylus stejnegeri est une espèce de geckos de la famille des Gekkonidae.

## Répartition
Cette espèce se rencontre aux Philippines, à Taïwan, en Chine et au Viêt Nam.

## Description
Ce gecko est triploïde et parthénogénétique.

## Étymologie
Cette espèce est nommée en l'honneur de Leonhard Hess Stejneger.

## Publication originale
- Ota & Hikida, 1989 : A new triploid Hemidactylus (Gekkonidae: Sauria) from Taiwan, with comments on morphological and karyological variation in the H. garnotii-vietnamensis complex. Journal of Herpetology, vol. 23, n. 1, p. 50-60.